# Славомир Настасијевић
Славомир Настасијевић (Горњи Милановац, 11. јул 1904 — Нови Сад, 4. октобар 1983) био је српски књижевник.

## Биографија
Рођен је у породици која је дала више уметника (његова браћа су сликар Живорад, књижевник Момчило и композитор Светомир). Њихов отац, Никола Лазаревић, доселио се с мајком из Охрида у Брусницу као шестогодишњак. У знак захвалности према ујаку Настасу Ђорђевићу (градитељу горњомилановачке цркве Свете Тројице) код кога је изучио градитељски занат, одриче се мајчиног презимена и од ујаковог имена прави ново презиме – Настасијевић. Завршио је студије класичне филологије на Филозофском факултету у Београду, а студирао је и историју и археологију.

## Књижевни рад
Као писац, најпре се огласио хумористичким прилозима у листовима Звоно, Ошишани јеж, Јеж и Правда. Наклоност публике прво је задобио путем комедиографских остварења: „Зачарани кућевласник”, „Женидба Павла Аламуње”, „Нестрпљиви наследници”, „Врачара Божана (1937)” и „Несуђени зетови (1939)”. Са друге стране, најважнија дела су му историјски романи којима је почео да се бави након Другог светског рата: „Устанак у Зети”, „Тешко побеђенима I и II”, „Стефан Душан”, „Деспот Стефан” и „Витези кнеза Лазара”. Све романе повезује заједничка нит, а то су теме из борбе за слободну државу и очување самосталности.

## Смрт
Преминуо је 4. октобра 1983. године. Сахрањен је 7. октобра 1983. године на Новом гробљу у Београду.

## Дела
- „Гвапо” (1955)
- „Ханибал анте портас” (1958)
- „Деспот Стефан” (1960)
- „Александар Македонски” (1961)
- „Витези кнеза Лазара” (1962)
- „Јулије Цезар” (1964)
- „Устанак у Зети” (1965)
- „Легенде о Милошу Обилићу” (1966)
- „Стефан Душан” (1975)
- „Тешко побеђенима” (1976)
- „Истина о Малиши Чворићу” (1981)

## Галерија
- Живорад Настасијевић, Портрет брата Славомира, уље на платну, 1954.
- Славомир је најчешће свирао виолончело
- Први роман Гуапо објављен је 1955. године, а превођен је и на руски језик
- Издање Александра Македонског на македонском језику